# Abominable (film, 2006)
Pour les articles homonymes, voir Abominable.
Abominable est un film d'horreur américain de Ryan Schifrin sorti en 2006.

## Synopsis
Les fermiers Billy (Rex Linn) et Ethel Hoss (Dee Wallace) sont terrorisés au milieu de la nuit par une silhouette géante qui tue leur cheval et leur chien et laisse de grandes empreintes de pas dans leur jardin.
Le lendemain, Preston Rogers (Matt McCoy), paraplégique en fauteuil roulant, se rend dans un chalet isolé dans les bois avec son infirmière à domicile Otis (Christien Tinsley). Un groupe de femmes nommées Karen (Ashley Hartman), Michelle (Natalie Compagno), C.J. (Karin Anna Cheung), Tracy (Tiffany Shepis) et Amanda (Haley Joel) arrive pour rester dans la cabine d’à côté pour un enterrement de vie de jeune fille. Otis part pour la ville et la nuit tombe. Preston observe Karen sortir, mais ne remarque pas que quelque chose l’enlève. Il voit son téléphone portable posé sur le sol et suppose à juste titre que quelque chose lui est arrivé. Il remarque alors qu’un poteau téléphonique a été renversé, l’empêchant d’appeler qui que ce soit. À l’aide de ses jumelles, il regarde dans les bois et voit une paire de grands yeux qui le fixent directement. Terrifié, Preston retourne à l’intérieur et éteint toutes les lumières. Otis revient et Preston essaie de lui dire ce qu’il a vu, mais Otis ne le croit pas.
Pendant ce temps, Billy et ses amis Ziegler Dane (Lance Henriksen) et Buddy (Jeffrey Combs) sont à la chasse du même monstre, qu’ils croient être un Bigfoot. Dane trouve une grotte et découvre Karen mortellement éventrer. La bête revient et traîne Karen dans la grotte tandis que Dane retourne en courant vers le groupe. Ils tentent d’attaquer la créature mais tous les trois sont tués.
Preston essaie de contacter la police pour les informer de la créature par e-mail. Bien que l’adjoint McBride (Phil Morris) veuille vérifier Preston bien qu’il n’y croie pas, son supérieur, le shérif Halderman (Paul Gleason), est désinvolte et refuse de lui permettre de le faire. Preston voit que les femmes restantes sont à la recherche de Karen et demande à Otis d’aller leur dire ce qu’il a vu, mais Otis refuse. Preston regarde alors Tracy se faire tuer par la créature. Preston devient hystérique et Otis tente de le mettre sous sédatif, mais Preston prend le contrôle de la seringue et tranquillise Otis. Preston regarde alors par la fenêtre : la créature apparaît, rugissant vers lui. Preston s’évanouit de terreur.
Quelque temps plus tard, Preston se réveille avec un Otis toujours sous sédatif et la créature disparue de la fenêtre. Il reçoit une réponse dédaigneuse par e-mail de Halderman, puis crie par la fenêtre pour avertir les femmes restantes à côté. Peu de temps après, la bête envahit leur cabane. Michelle et C.J. sont tous deux victimes du monstre, mais Amanda parvient à se rendre chez Preston.
Preston réconforte Amanda et lui dit qu’il n’est devenu en fauteuil roulant que récemment. Plusieurs mois plus tôt, Preston et sa femme faisaient de l’escalade lorsque leurs câbles se sont rompus. Sa femme est morte tandis que Preston a survécu. Amanda et Preston élaborent un plan pour piéger la créature et s’échapper. L’électricité est coupée et le Bigfoot s’introduit dans la cabine, les forçant à s’échapper par le balcon avec une corde. Preston parvient à tomber au sol mais Amanda est prise par la créature. Elle est ensuite sauvée par Otis, qui frappe la créature dans le dos avec une hache, la faisant tomber Amanda. 
L’attaque ne le tue pas, et la bête enragée tue Otis. Amanda et Preston parviennent à la voiture, mais la créature les fait s’écraser. Amanda est éjectée du véhicule et assommée. Preston fonce ensuite sur la créature, l’enfonçant dans un arbre, provoquant l’empalement de la hache de l’attaque d’Otis.
Preston rampe jusqu’à Amanda alors que la créature meurt, et les deux s’enfuient sur la route. L’adjoint McBride les trouve et appelle ses collègues officiers et ambulanciers. Preston et Amanda sont ensuite emmenés en sécurité dans une ambulance, tandis que la police retourne aux cabines. Dans les cabanes, McBride découvre que la créature a disparu, tandis que Halderman mène le reste de ses hommes dans les bois. Ils entendent des bruits et voient plusieurs Bigfoots cachés dans les arbres qui grognent contre eux.

## Fiche technique
- Titre : Abominable
- Réalisation : Ryan Schifrin
- Scénario : Ryan Schifrin et James Morrison
- Musique : Lalo Schifrin
- Société de production : Red Circle Productions
- Pays d'origine : États-Unis
- Langue originale : Anglais
- Genre : horreur
- Durée : 1 heure 34 minutes
- Format : couleur - 1,85:1
- Date de sortie :
- États-Unis : 10 avril 2006
- Public :
- États-Unis : R
- France : Interdit aux moins de 16 ans lors de sa sortie

## Distribution
- Matt McCoy (en) : Preston Rogers
- Haley Joel : Amanda
- Christien Tinsley : Otis Wilhelm
- Paul Gleason : Dick Halderman, le chef de la police
- Ashley Hartman : Karen Herdberger
- Tiffany Shepis : Tracy
- Karin Anna Cheung : C.J.
- Natalie Compagno : Michelle
- Lance Henriksen : Ziegler Dane
- Jeffrey Combs : Buddy
- Rex Linn : Billy Hoss, le fermier
- Colin Dunlap : gérant de la station
- Michael Deak : bigfoot